# Хамдан бін Заєд бін Султан Аль Нахаян
Хамдай бін Заєд бін Султан Аль Нахаян (араб.: حمدان بن زايد بن سلطان آل نهيان) (нар. 1963) — еміратський політик. Віце-прем'єр-міністр ОАЕ (1990—2009). Державний міністр закордонних справ ОАЕ (1990—2006). Він є представником нинішнього правителя (еміра) у західному регіоні Абу-Дабі (з 2009).

## Життєпис
Шейх Хамдан народився в Аль-Айн в 1963 році. Він є четвертим сином засновника Об'єднаних Арабських Еміратів, покійного президента шейха Заїда бен Султана Аль Нахаяна, який також був еміром Абу-Дабі. Його мати — шейха Фатіма бінт Мубарак Аль Кетбі. У нього є п'ять повноправних братів: спадкові принци Мухаммед, Хацза, Танун, Мансур та Абдулла. Вони відомі як Бані Фатіма або сини Фатіми. Крім того, він є молодшим батьківським напівбратом нинішнього еміра та президента ОАЕ Халіфи бін Заїда Аль Нахаяна.
Він має ступінь бакалавра з політичних наук та управління бізнесом, який отримав в Університеті Об'єднаних Арабських Еміратів.
Разом зі своїм побратимом шейхом султаном біном Заїдом Аль Нахаяном вони обіймали посаду віце-прем'єр-міністра ОАЕ в кабінеті на чолі з прем'єр-міністром Мухаммедом бін Рашидом Аль Мактумом, який є еміром Дубая.

## Громадська діяльність
Голова Німецько-еміратського товариства дружби; Голова Органу Червоного Півмісяця; Голова Федерації гонок верблюдів в Еміратах; Екс-президент футбольної ліги ОАЕ; Президент опікунської ради університету в Абу-Дабі; Представник правителя у Західному регіоні (з 2009 р.); Почесне головування клубу Аль-Джазіра та голова Почесної колегії.